# TA 클로닝
TA 클로닝 (TA cloning, 신속 클로닝 또는 T 클로닝 이라고도함)은 제한효소(restriction enzyme)의 사용을 피하는 서브클로닝 기술이다 . 이는 전통적인 서브클로닝보다 쉽고 빠르다. 이 기술은 다른 DNA 단편에서 아데닌(A)과 티민(T) (상보적 염기쌍)이 혼성화(hybridize)하고 결찰효소(ligase)의 존재하에 함께 결찰되는 능력에 의존한다. PCR 생성물은 일반적으로 생성물의 3 '말단에 아데닌을 우선적으로 첨가하는 Taq DNA 중합효소를 사용하여 증폭된다. 이러한 PCR 증폭된 인서트는 상보적인 3 ' 티민 돌출부를 갖는 선형화된 벡터로 클로닝된다.

TA 클로닝 도식

### 인서트(삽입물, insert) 만들기
인서트는 Taq 중합효소를 사용하여 PCR에 의해 생성된다. 이 중합효소는 3 '내지 5' 교정 활성(proofreading activity)이 없고, 높은 확률로 PCR 생성물의 각 말단에 단일 3'- 아데닌(A) 돌출부를 추가한다. 말단 프라이머 아데노신 오버행을 추가하는 Taq DNA 중합효소의 가능성을 최대화하기 때문에 PCR 프라이머에 5 '말단에 구아닌(G) 이 있는 것이 가장 좋다. 광범위한 3 '내지 5' 엑소뉴클레아제(exonuclease) 활성을 함유하는 열 안정성 중합효소는 이들이 3 '아데닌 돌출부를 떠나지 않기 때문에 사용되어서는 안된다.

### 벡터 만들기
표적 벡터는 선형화되고 블런트엔드(무딘 말단부, blunt-end) 제한 효소(restriction enzyme)로 절단한다. 이어서, 이 벡터는 말단 트랜스퍼라제(terminal transferase)를 사용하여 ddTTP로 꼬리가 난다. 하나의 T 잔류물만 추가하기 위해 ddTTP를 사용하는 것이 중요하다. 이 꼬리는 각 블런트엔드에 단일 3'- 오버행 티민(T) 잔기를 갖는 벡터를 남긴다. 제조업체는 일반적으로 이미 선형화되고 돌출된 티민으로 태그가 지정된 광범위한 준비된 벡터가있는 TA 클로닝 "키트"를 판매한다.

## 장점과 단점
선형화된 벡터를 생성하는 것 이외의 제한 효소가 필요하지 않다면, 절차는 기존의 서브 클로닝 보다 훨씬 간단하고 빠르다. 프라이머를 설계할 때 제한 부위를 추가할 필요가 없으므로 더 짧은 프라이머를 사용하여 시간과 비용을 절약 할 수 있다. 또한 전통적인 복제에 사용할 수 있는 실행 가능한 제한 사이트가없는 경우 TA 복제가 종종 대안으로 사용된다. TA 클로닝의 주요 단점은 방향성 클로닝이 불가능하므로 유전자가 50 %의 반대 방향으로 클로닝 될 가능성이 있다는 것이다.